# Мухібе Дарга

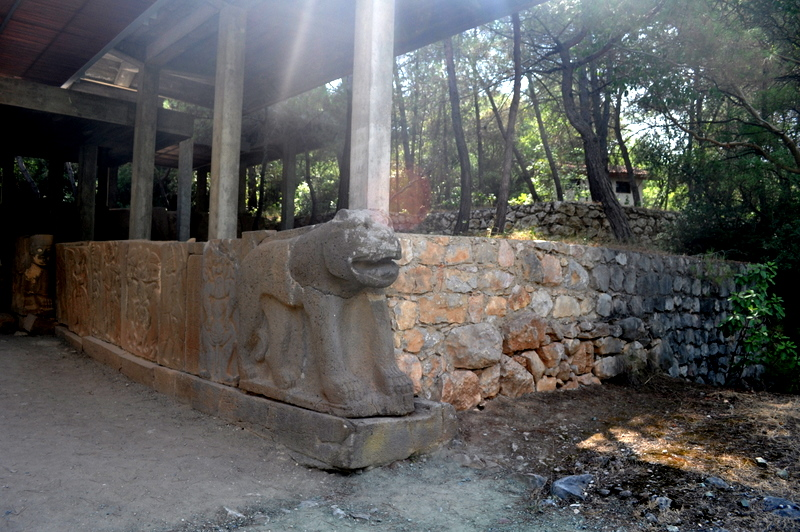
Каратепе, 2010

Мухібе́ Дарга́ (13 червня 1921 , Стамбул  — 6 березня 2018 , Стамбул ) — одна з перших жінок-археологів Туреччини, філолог, хеттолог.

## Біографія
Народилася Мухібе Дарга 13 червня 1921 року в Стамбулі.

### Сім'я
Батько був лікарем. Дідусь — Даргузади Мехмет Емін Бей — перший камергер Султана Абдул-Хаміда. Вихованням Дарги займалися французькі гувернантки. Сім'я постійно святкувала усі міські релігійні свята, часто організовували урочисті вечори. Її оточували розмови про мистецтво та літературу, римську та грецьку історію.

### Навчання
Навчалася в Парижі та Стамбулі. В 1940 році закінчила Стамбульський університет, кафедра археології, філологічний факультет. Саме на цій кафедрі познайомилася з багатьма відомими особами в галузі археології. Брала участь у відкритті сайту Каратепе під керівництвом професора Теодора Босера. Стала доцентом у 1965 р., а у 1973 р. здобула звання доктора наук.

### Діяльність
Викладала у різних вишах Елязигу та Муше в Анатолії. 1945 року стала асистентом на кафедрі у Стамбульському університету з мов та культури Малої Азії. У 1978—1990 рр. керувала рятувальними розкопками кургану Şemsiyetepe Höyüğü біля греблі Каракая. 1990—2004 рр. — очолювала розкопки в Ескішехірі. Брала участь у багатьох археологічних та філологічних конгресах в Європі.
Померла Мухібе Дарга 6 березня 2018 року в Стамбулі.